# Будько, Яков Калинович
Яков Калинович Будько (4 ноября [21 октября] 1895 — 1955) — советский партийный и государственный деятель, второй секретарь Организационного бюро Центрального Комитета КП(б)Белоруссии по Минской области, участник Первой мировой войны, Гражданской войны в России и Великой Отечественной войны, капитан.

## Биография
Родился в 1895 году в д. Курьяны Бононской волости Полоцкого уезда Витебской губернии Российской империи (ныне Ветринского района Витебской области Белоруссии) в белорусской семье крестьян-бедняков. С 1907 году закончил церковно-приходскую школу в Бононской волости, после чего работал батраком у крестьян. С февраля 1911 г. лесоруб у частных лесопромышленников в Бононской волости. С марта 1912 г. лесоруб Ириновской железной дороги на ст. Приютино в окрестностях Санкт-Петербурга. С июня 1914 г. грузчик Северо-Западной железной дороги в г. Нарва.
С июня 1915 г. в Российской императорском флоте, участвовал в Первой мировой войне: матрос и сигнальщик 2-го Балтийского флотского экипажа и службы связи Северного района Балтийского флота в Петрограде и г. Ханко (Финляндия) по декабрь 1917 г.
С января 1918 г. работал в хозяйстве родителей.
С мая 1918 г. по другим данным с 10 февраля 1918 г. в Рабоче-крестьянской Красном флоте, участвовал в Гражданской войне в России: сигнальщик и заведующий экспедицией службы связи Балтфлота Шлиссельбургского политотдела и кораблей «Желябов» и «Приёмный» в Шлиссельбурге и Петрограде. В армии в 1919 году вступил в коммунистическую партию. Демобилизован в сентябре 1922 года.
С октября 1922 г. заведующий районных земельных отделов и председатель районных исполнительных комитетов Краснопольского, Полоцкого и Ульского районов Белорусской ССР. С апреля 1930 г. председатель коммуны «Червонная зорька», заместитель председателя районного Колхозсоюза и заведующий районным земельным отделом в г. Полоцк. С октября 1932 г. студент, с марта 1935 г. аспирант Всесоюзного сельскохозяйственного коммунистического университет им. И. В. Сталина в Ленинграде по специальности преподаватель истории. С августа 1937 г. заведующий окружным земельным отделом в г. Лепель. С января 1938 г. заведующий отделом культурно-просветительной работы Лепельского окружного комитета КП(б)Б. С марта по август 1938 г. второй секретарь Оргбюро ЦК(б)Б по Минской области. Освобожден от должности «в связи с поступившими компрометирующими материалами». С августа 1938 г. директор зоотехникума в г. Борисов. С августа 1939 г. директор Староборисовского зоотехникума в г. Жиличи Могилевской области.
Мобилизован в Красную армию в звании старший политрук в августе 1941 года, участник Великой Отечественной войны. В июле-сентябре 1941 г. находился в резерве городского военного комиссариата в г. Липецк Воронежской области. С сентября 1941 г. политрук роты 9-го отдельного учебного автомобильного полка в Воронеже. С марта 1942 г. инструктор организационно-партийной работы 9-го отдельного автомобильного полка Приволжского военного округа. В связи с отменой в Красной армии института военных комиссаров и введения единоначалия в конце 1942 года переаттестован в капитана. С июля 1943 г. инструктор политического отдела и секретарь партийного комитета 21-го отдельного автомобильного полка Приволжского военного округа. С июля 1944 г. инструктор политотдела и секретарь партийного комитета отдельного полка бронепоездов им. Аляблева Московского военного округа. Демобилизован 19 декабря 1945 г.
С января 1946 г. заместитель директора по научной части музея Великой Отечественной войны в Минске. С июля 1947 г. председатель районного исполнительного комитета в м. Мядель. С марта 1952 г. председатель районного исполнительного комитета в г. Ошмяны Молодечненской области. БССР. В феврале 1954 года продолжал работать в этой должности. Партдокументы погашены Витебским областным комитетом КПБ в сентябре 1955 г. как на умершего.
Депутат Верховного Совета СССР III (1950—1954) и IV (1954—1958) созывов от Белорусской ССР.

## Воинские звания
- Старший политрук — 1941;
- Капитан.

## Награды
Медаль «За победу над Германией в Великой Отечественной войне 1941–1945 гг.» (19.12.1945).